# Luksemburg na Zimowych Igrzyskach Olimpijskich 2018
Luksemburg na Zimowych Igrzyskach Olimpijskich 2018 – występ kadry sportowców reprezentujących Luksemburg na igrzyskach olimpijskich w Pjongczangu w 2018 roku.
W kadrze znalazł się jeden zawodnik – Matthieu Osch, który wystąpił w dwóch konkurencjach alpejskich – slalomie i slalomie gigancie. Wraz z zawodnikiem do Pjongczangu pojechał jego trener Gilles Osch, fizjoterapeuta Jean-Louis Copus oraz szef misji olimpijskiej Heinz Thews.
Matthieu Osch pełnił rolę chorążego reprezentacji podczas ceremonii otwarcia i zamknięcia igrzysk. Reprezentacja Luksemburga weszła na stadion jako 14. w kolejności, pomiędzy ekipami z Rumunii i Litwy.
Był to 9. start reprezentacji Luksemburga na zimowych igrzyskach olimpijskich i 34. start olimpijski, wliczając w to letnie występy.

## Skład reprezentacji

### Narciarstwo alpejskie
| Konkurencja            | Zawodnik      | Przejazd 1 | Przejazd 1 | Przejazd 2 | Przejazd 2 | Czas łączny | Miejsce |
| Konkurencja            | Zawodnik      | Czas       | Miejsce    | Czas       | Miejsce    | Czas łączny | Miejsce |
| ---------------------- | ------------- | ---------- | ---------- | ---------- | ---------- | ----------- | ------- |
| Slalom mężczyzn        | Matthieu Osch | DNF        | DNF        | DNS        | DNS        | DNF         | DNF1    |
| Slalom gigant mężczyzn | Matthieu Osch | 1:21,45    | 74.        | 1:18,94    | 60.        | 2:40,39     | 62.     |